# علي قنديل
على قنديل هو حكم كرة قدم. كان الحكم المصري علي قنديل أول حكم عربي يشارك في المونديال حيث أدار مباراة تشيلي وكوريا الشمالية بنجاح وأنتهت بـ التعادل 1/1 في كأس العالم 1966 ثم أسندت إليه مباراة المكسيك والسلفادور في كأس العالم 1970 ورغم انتهائها بفوز المكسيك بـ 4 أهداف نظيفة إلا أن علي قنديل أخطأ في الهدف الأول وتسبب هذا الهدف في قيام متفرج مكسيكي بـقتل مشجع مكسيكي آخر كان يرى أن الحكم بدلا من احتساب ضربة حرة لـ السلفادور أحتسبها لـ المكسيك فجأة فجاء منها الهدف الأول وحاول حارس
الاعتداء على الحكم المصري علي قنديل .

## وصلات خارجية
- على قنديل على موقع Soccerway.com (الإنجليزية)

1. ↑  "معلومات عن على قنديل على موقع transfermarkt.com". transfermarkt.com. مؤرشف من الأصل في 2021-01-27.
2. ↑  "معلومات عن على قنديل على موقع int.soccerway.com". int.soccerway.com. مؤرشف من الأصل في 2020-10-27.
3. ↑  "معلومات عن على قنديل على موقع worldfootball.net". worldfootball.net. مؤرشف من الأصل في 2018-07-20.